# Aldri i livet
"Aldri i livet" (em português: Nunca na minha vida), foi o tema que representou a Noruega no Festival Eurovisão da Canção 1981, cantado em norueguês por Finn Kalvik, o autor da letra e da música da canção que foi orquestrada por Sigurd Jansen.
A canção é uma balada, com Finn Kalvik dizendo à sua amada que "Nunca na minha vida tinha pensado em te deixar" e pergunta se ela pensa o mesmo sobre ele quando ele não está com ela.
A canção norueguesa foi a décima terceira a ser interpretada no evento (depois da canção irlandesa e antes da canção britânica interpretada pelos Bucks Fizz. No final da votação "Aldri i livet" não foi feliz, não obteve um único ponto e classificou-se em último lugar. 